# Cromlech de Portela de Mogos
Le cromlech de Portela de Mogos, également connu sous le nom de cromlech de Portela de Modos,  est une enceinte mégalithique située dans la Serra de Monfurado, près d'Évora, au Portugal. 

## Situation
Le monument est situé près de la freguesia de Nossa Senhora da Graça do Divor, à quelques kilomètres au nord-ouest d'Évora.

## Historique
Le site a été découvert en 1966 par Henrique Leonor Pinar. Il a fait l'objet d'une campagne de fouilles et d'une restauration en 1995.
Il est déclaré Immeuble d'intérêt public en 1997.

## Description
Le cromlech a été installé au sommet d'une pente assez raide, exposée à l'est. C'est une enceinte de forme allongée, ouvrant côté est. Elle est constituée d'une quarantaine de menhirs de forme ovoïde pour la plupart dont la hauteur varie entre 0,50 m et 1,45 m, disposés sur deux cercles. Certains menhirs comportent des gravures en bas-relief, pour la plupart anthropomorphiques. Les thèmes dominants sont la lune, le quadrilatère et la crosse et des motifs corniformes.
Le monument pourrait être en lien avec le cromlech des Almendres situé à une dizaine de kilomètres.